# Аннамські гори

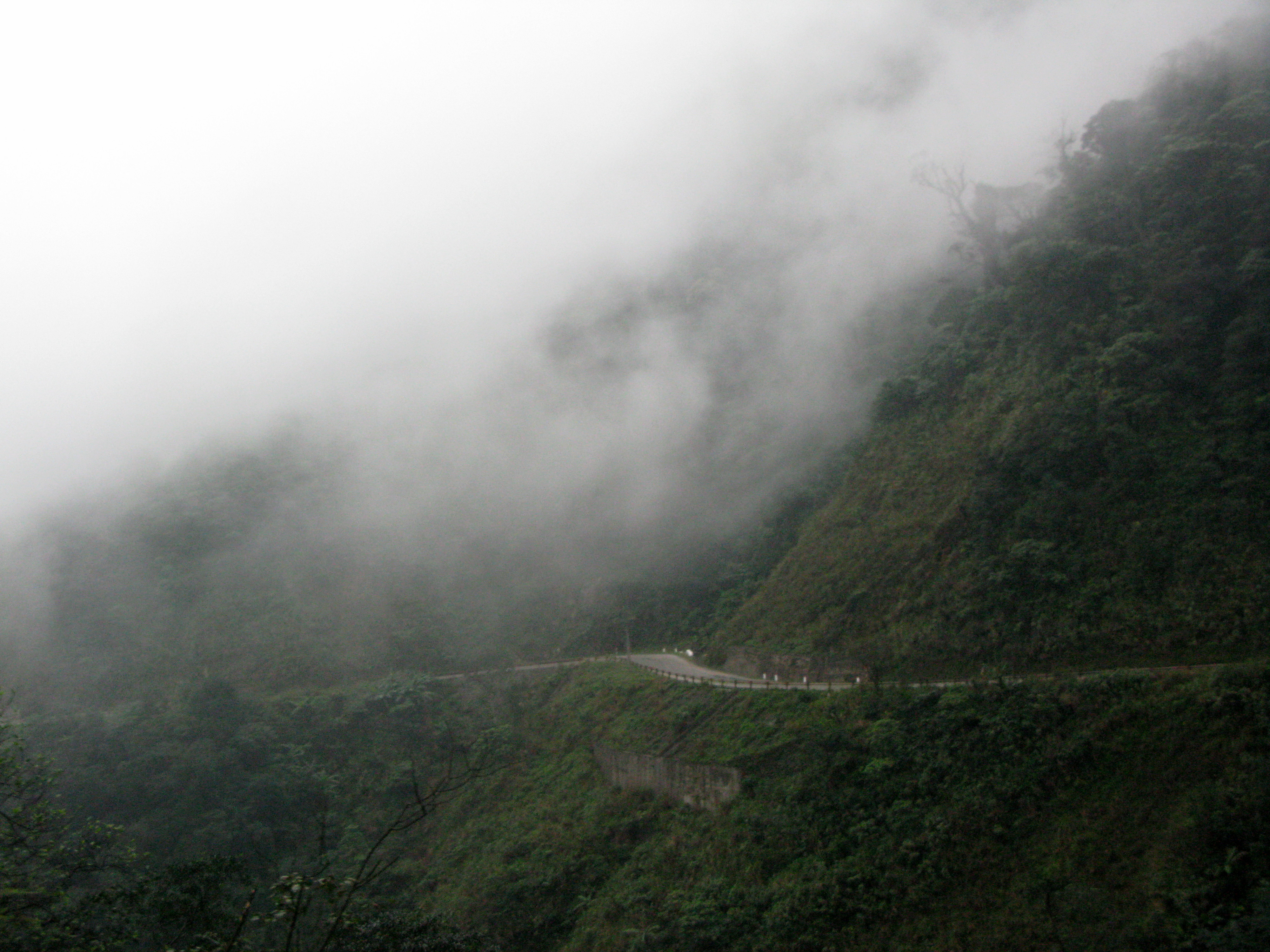
Аннамські гори у районі Хионгшон, провінція Хатінь, В'єтнам

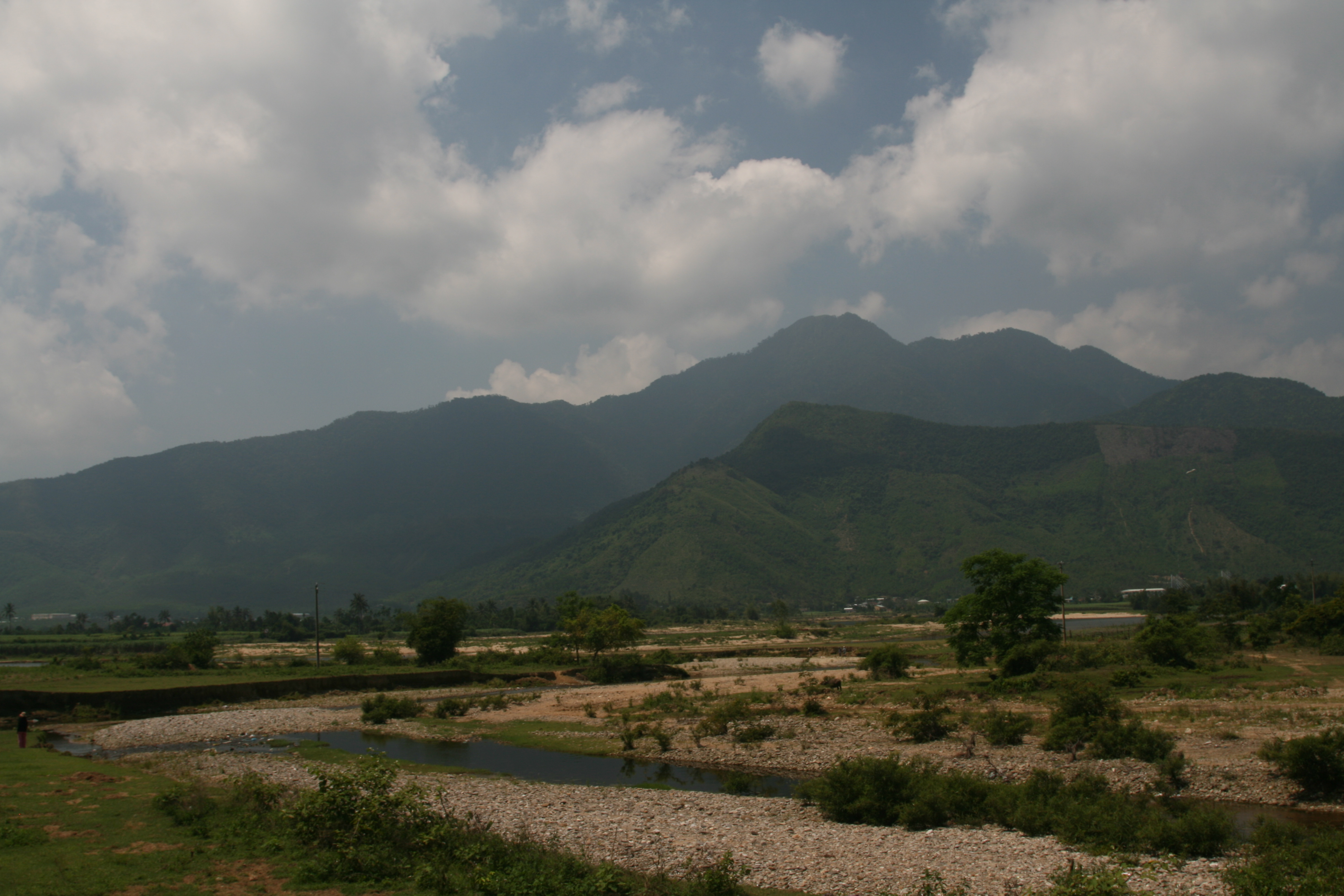
Пейзаж на південь від Аннамських гір біля Хойєн, провінція Куангнам, В'єтнам

Аннамські гори (в'єт. dãy núi Trường Sơn, «хребет Чионґшон») — гірська гряда у східній частині півострову Індокитай, у В'єтнамі та Лаосі, а також невеликій частині північно-східної Камбоджі; численні кристалічні масиви і плато; на східних схилах екваторіальні ліси з деревоподібною папороттю, на західних — мусонні.
Довжина 1100 км, ширина до 130 км. Висота до 2 819 м.н.м.
Гори відомі в'єтнамською як Dãy Trường Sơn, лаоською — як Xai Phou Luang (ພູ ຫລວງ). В англійській літературі їх також ще називають Аннамітськими Кордильєрами або Аннамітами.

## Опис
Найвищими точками гірської гряди є гора Пхубіа (2 819 м.н.м.), Пусайлайленг (2 720 м.н.м.) та Нгоклінь (або Нгокпан, 2 598 м.н.м.). Остання розташована на північно-західному кінці тріасового Контумського масиву в центральному В'єтнамі.
Аннамські гори простягнулись паралельно до в'єтнамського узбережжя, плавною дугою, яка відділяє басейн річки Меконг від вузької прибережної рівнини В'єтнаму вздовж Південно-Китайського моря. Більшість обривів розташовані на лаоській стороні. Східні схили гряди різко піднімаються над рівниною і з них стікають численні короткі річки. Західна сторона більш похила і формує досить великі плато перш ніж спуститися до берегів Меконгу. Сама гряда має три основні плато, з півночі на південь — Фоуанське, Накайське та Боловен.
Територія Лаосу розташована переважно у басейні Меконгу, на захід від вододілу, хоча більшість провінції Хуапхан та частина провінції Сіангкхуанг (де розташована знаменита Долина глеків) розташовані на схід від вододілу. Більшість В'єтнаму розташована на схід від вододілу, хоча провінція Тхайнгуєн (Центральне Високогір'я) лежить на захід від вододілу, у басейні Меконга.
«Аннам» китайською означає «спокійний південь», з огляду на розташування регіону на південь від Китаю.

## Екологія
В Аннамських горах виділений важливий світовий екорегіон вологих тропічних лісів, «Екорегіон вологих тропічних лісів Аннамських гір», який утворений двома земельними екорегіонами — гірські тропічні ліси Південних Аннамітів та тропічні ліси Північних Аннамітів.
Фауна гряди включає таких рідкісних тварин як нещодавно відкритий аннамітський смугастий кролик та схожа на антилопу саола, дюк, великий бик гаур, китайський панголін та індокитайський тигр.